# Xã Lamotte, Michigan
Xã Lamotte (tiếng Anh: Lamotte Township) là một xã thuộc quận Sanilac, tiểu bang Michigan, Hoa Kỳ. Năm 2010, dân số của xã này là 919 người.